# 孝武帝 (南朝宋)
孝武帝（こうぶてい）は、南朝宋の第4代皇帝。姓は劉、諱は駿。字は休龍、小字は道民。

## 生涯
元嘉7年（430年）8月、文帝劉義隆の三男として生まれた。元嘉13年（436年）9月、武陵王に封じられた。元嘉16年（439年）、都督湘州諸軍事・征虜将軍・湘州刺史となった。元嘉17年（440年）、使持節・都督南豫豫司雍并五州諸軍事・南豫州刺史に転じた。元嘉21年（444年）、撫軍将軍の号を受けた。元嘉22年（445年）、寧蛮校尉・雍州刺史に転じた。
元嘉25年（448年）、安北将軍・徐州刺史に任じられ、彭城に駐屯した。元嘉27年（450年）、汝陽の敗戦の罪に連座して鎮軍将軍に降格された。元嘉28年（451年）2月、北魏の侵入を許した罪で、北中郎将に降格された。3月、南兗州刺史となり、山陽に駐屯した。6月、南中郎将・江州刺史に転じた。
元嘉30年（453年）2月、長兄にあたる皇太子劉劭が文帝を殺害すると、劉駿は兄を討つべく江州で起兵した。4月、新亭に進軍して、皇帝に即位した。5月、建康を陥落させ、劉劭を殺害した。大明3年（459年）4月、異母弟の竟陵王劉誕が叛乱を起こすと、車騎大将軍の沈慶之に討伐させた。
在位中、中央集権を推し進め、側近に寒門を登用するなどの政策を行う一方で、数人の兄弟の一族を殺害した上に一般市民などを虐殺し、暴虐さとともに奢侈を好む一面もあった。また、実母の路恵男に甘いとの噂も立った。そのため、財源確保のために租税を厳しくするなど、南朝宋の衰退の端緒となった。
大明8年（464年）閏5月、玉燭殿で崩御した。

## 妻子
- 正室：王憲嫄（孝武文穆皇后）
  - 長女：山陰公主 劉楚玉 - 何戢に嫁いだ。
  - 三女：臨淮公主 劉楚珮 - 王瑩（王偃の子の王懋の子）に嫁いだ。
  - 長男：前廃帝 劉子業 - 第5代皇帝
  - 次男：豫章王 劉子尚（孝師）
  - 皇女：劉楚琇 - 早世
  - 皇女：康楽公主 劉修明 - 徐孝嗣（徐湛之の子の徐聿之の子）に嫁いだ。
- 側室：殷淑儀
  - 八男：始平孝敬王 劉子鸞（孝羽）
  - 十四男：斉敬王 劉子羽（孝英）
  - 十九男：晋陵孝王 劉子雲（孝挙）
  - 二十男：劉子文 - 早世
  - 二十二男：南海哀王 劉子師（孝友）
  - 十二女
- 側室：陳淑媛
  - 三男：晋安王 劉子勛（孝徳）
- 側室：何淑儀
  - 六男：尋陽王 劉子房（孝良）
- 側室：徐昭容
  - 五男：劉子深 - 早世
  - 九男：永嘉王 劉子仁（孝和）
  - 十八男：南平王 劉子産（孝仁）
- 側室：謝昭容
  - 十一男：始安王 劉子真（孝貞）
  - 二十四男：劉子雍 - 早世
  - 二十七男：東平王 劉子嗣（孝叔）
- 側室：史昭儀
  - 十三男：邵陵王 劉子元（孝善）
- 側室：史昭華
  - 七男：臨海王 劉子頊（孝列）
- 側室：何婕妤
  - 十男：劉子鳳 - 早世
  - 二十五男：劉子趨
- 側室：江婕妤
  - 十二男：劉子玄 - 早世
  - 十七男：劉子況 - 早世
  - 二十三男：淮陽思王 劉子霄（孝雲）
- 側室：楊婕妤
  - 十六男：淮南王 劉子孟（孝光）
  - 二十一男：廬陵王 劉子輿（孝文）
- 側室：阮容華
  - 四男：安陸王 劉子綏（宝孫）
- 側室：杜容華
  - 二十八男：劉子悦
- 側室：江美人
  - 十五男：劉子衡 - 早世
  - 二十六男：劉子期
- 生母不詳の子女
  - 皇女：安固公主- 王志に嫁いだ。
  - 皇女：臨汝公主- 江斅に嫁いだ。
  - 皇女：安吉公主- 蔡約（蔡撙の兄）に嫁いだ。

## 伝記資料
- 『宋書』巻6 本紀第6 世祖孝武皇帝
- 『南史』巻2 宋本紀中第2 孝武皇帝